# Rutiodon
Rutiodon is een geslacht van uitgestorven, op een krokodil lijkende reptielen, behorend tot de Phytosauria, een uitgestorven groep oorspronkelijke Crurotarsi. Dit dier leefde tijdens het Laat-Trias en fossielen zijn gevonden in grote delen van Noord-Amerika en Europa. De fossiele overblijfselen van Rutiodon komen uit het Carnien van ongeveer 225 miljoen jaar geleden, toen het huidige Noord-Amerika deel uitmaakte van de landmassa van het Pangaea-supercontinent. Andere vondsten in Duitsland en Zwitserland kunnen niet met zekerheid worden toegewezen aan het geslacht. De typesoort is Rutiodon carolinensis.

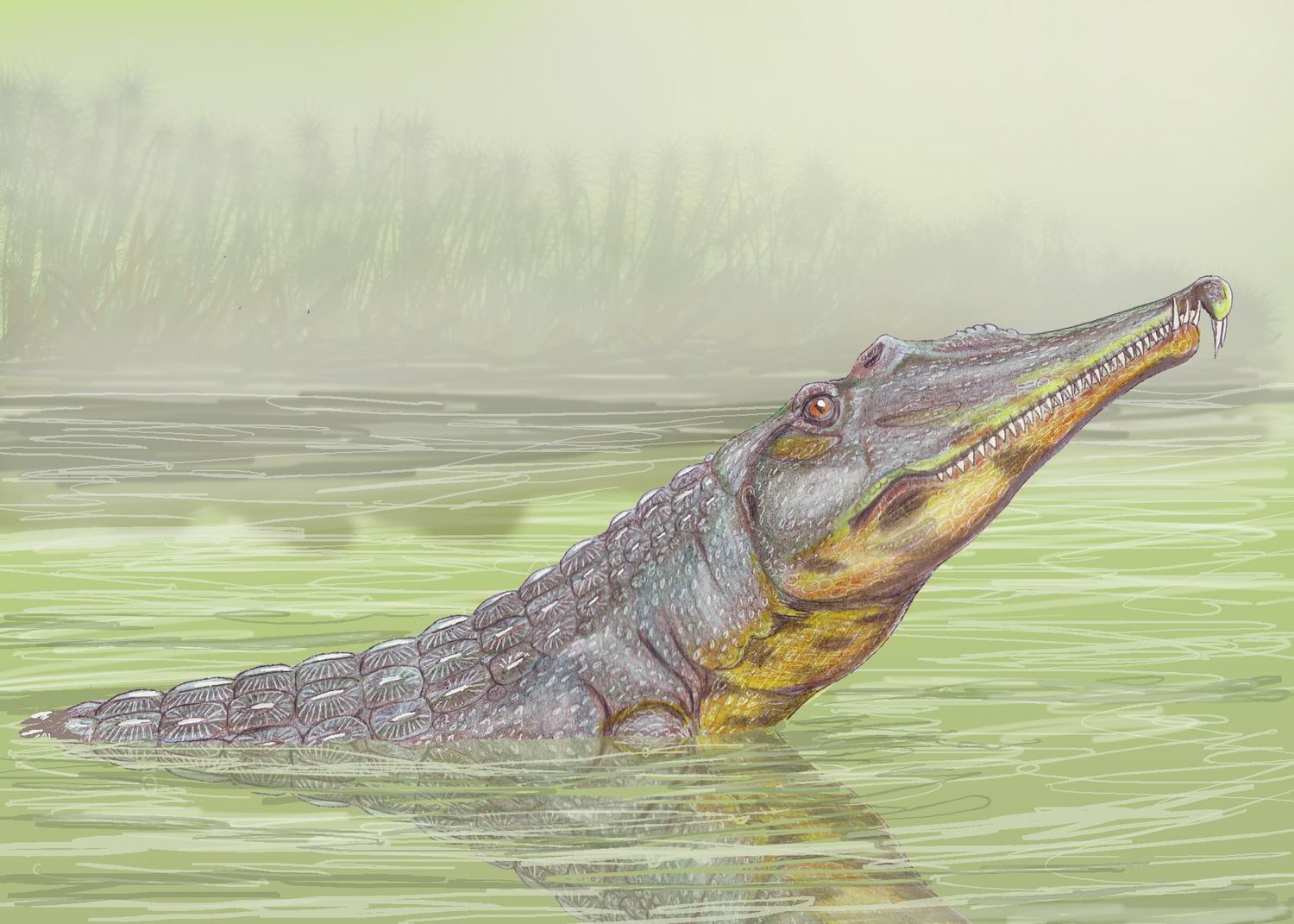
Rutiodon validus had kortere kaken dan Rutiodon carolinensis.

## Kenmerken
Rutiodon was een typische vertegenwoordiger van de Phytosauria met een lengte van drie meter, maar sommige exemplaren werden wel zes meter. De rug, flanken en staart waren gepantserd met huidossificaties (osteodermen). De boven- en onderkaken vormden een lang, smal rostrum, vergelijkbaar met die van de huidige gangesgaviaal (Gavialis gangeticus), die was bedekt met veel langwerpige tanden. Het tandoppervlak werd in de lengterichting doorkruist door diepe voren, die door het glazuur in de onderliggende dentine sneden. Deze karakteristieke eigenschap (autapomorfie) was ook naamgevend voor het geslacht. Vanwege de lange snuit bereikte de schedel van Rutiodon carolinensis een totale lengte van ongeveer vijfenzeventig centimeter. Zoals bij alle phytosauria, duiden kaken en tanden op piscivorie (vis eten), maar jacht op landdieren is niet volledig uitgesloten. Aldus kan een semi-aquatische manier van leven worden aangenomen voor Rutiodon en zijn familieleden, in convergente evolutie naar de (fylogenetisch jongere) krokodillen. In tegenstelling tot krokodillen hebben Phytosauria hun neus niet aan het puntje van hun snuit, maar voor hun ogen.

## Leefwijze
Rutiodon was een bewoner van rivieren, moerassen en kustgebieden. Aangezien de dinosauriërs zich nog aan het ontwikkelen waren, behoorde Rutiodon samen met andere Crurotarsi als Postosuchus en het amfibie Metoposaurus tot de belangrijkste roofdieren van het noordelijk halfrond.

## Rutiodon carolinensisals leidend fossiel
Aangezien Rutiodon carolinensis slechts kort in het fossielenbestand voorkomt en de overblijfselen ervan wijdverspreid zijn in de Newark-supergroep, is de soort zeer geschikt als leidend fossiel voor de biostratigrafische leeftijdsbepaling van aardse sedimentaire gesteenten uit het Carnien van de oostkust van de Verenigde Staten. De Newark-supergroep met zijn rijke gewervelde fauna, waaruit de overblijfselen van Rutiodon afkomstig zijn, strekt zich uit over verschillende staten aan de oostkust van de Verenigde Staten.

## Ontdekkingsgeschiedenis
Ebenezer Emmons (1799-1863), destijds geoloog van de staat North Carolina, publiceerde de wetenschappelijke 'eerste beschrijving' van het geslacht op basis van geïsoleerde tanden van R. carolinensis uit rotsen van de Newark Supergroup van Egypte (North Carolina). In 1860 kende Emmons ook een andere vondst uit dezelfde rotslaag, een onvolledige schedel met onderkaak, toe aan dit geslacht. Dit fossiel werd in 1989 uitgeroepen tot neotype. Bij het toekennen van de naam van het nieuwe geslacht (de voorlopig voorgestelde naam is RUTIODON, van rutis, 'vlechten' en odous, 'tand'), had Emmons een fout gemaakt: rutis is een onjuiste naar het latijn vertaalde vorm van de Griekse rhytis ('rimpel, vouw'). De vorm Rhytidodon verbeterd door Edward Drinker Cope in 1866 was wijdverbreid in de paleontologische literatuur tot het begin van de 20e eeuw.